# Scarbroughia
Scarbroughia är ett släkte av tvåvingar. Scarbroughia ingår i familjen rovflugor.
Kladogram enligt Catalogue of Life:
| Scarbroughia | \| \| Scarbroughia delicatula \| \| \| \| \| \| Scarbroughia dorothyae \| \| \| \| \| \| Scarbroughia petila \| \| \| \| |
|              | \| \| Scarbroughia delicatula \| \| \| \| \| \| Scarbroughia dorothyae \| \| \| \| \| \| Scarbroughia petila \| \| \| \| |
|              | Scarbroughia delicatula                                                                                                  |
|              | |
|              | Scarbroughia dorothyae                                                                                                   |
|              | |
|              | Scarbroughia petila |
|              | |